# Sky City (Čangša)
Sky City (kitajsko: 天空城市; pinjin: tiānkōng chéngshì), tudi Sky City One je predlagani 838 metrov visok supernebotičnik v mestu Čangša na Kitajskem. Inženirji podjetja Broad Sustainable Building so ocenili, da bi z modularno sestavo prej zgrajenih delov zgradili nebotičnik v samo 90 dneh. Ta ocena sicer ne upošteva 120 dni za prefabrikacijo delov. Če projekt uspe, bo nebotičnik postal najvišja stavba na svetu, malce višja od Burdž Kalife. Kraljevi stolp, ki je že v izgradnji, bo sicer s 1000 metri višji. Kapaciteta nebotičnika bo okrog 30.000 ljudi. Cena izgradnje naj bi bila okrog $1,5 milijarde.